# The Winner Takes It All
The Winner Takes It All ist ein Lied der schwedischen Popgruppe ABBA. Es wurde von Benny Andersson und Björn Ulvaeus geschrieben, den Leadgesang übernahm Agnetha Fältskog. Das Stück handelt von einer Frau, die ihren Mann an eine andere Frau verloren hat. Im Juli 1980 wurde The Winner Takes It All als erste Single aus dem Album Super Trouper veröffentlicht, das im November desselben Jahres erschien.

## Entstehung
Die ersten Produktionsschritte zu The Winner Takes It All wurden im Juni 1980 unternommen, als die Musiker mit den Aufnahmen für das neue Album beschäftigt waren. Unter dem Arbeitstitel The Story of My Life wurde am 2. Juni eine erste Melodie aufgenommen, die laut Benny Andersson und Björn Ulvaeus einen leicht französischen Klang aufwies, nicht zuletzt aufgrund des von Ulvaeus dazu gesungenen Blindtextes. Die Produktion dieser Melodie wurde allerdings nicht fortgesetzt, da sie nach mehrmaligem Anhören im Auto auf dem Weg nach Hause ihrer Ansicht nach „viel zu steif“ klang.
Im weiteren Verlauf ließ sich Andersson die Musik mit den absteigenden Klavierfiguren einfallen, die im Laufe des Liedes immer wieder zu hören sind. Ulvaeus arbeitete inzwischen am Text und ließ sich von der Melodie dazu inspirieren, über eine zerbrochene Liebesbeziehung zu schreiben. Er erzählte später, dass er sich mit einer Flasche Whisky hingesetzt und innerhalb von einer Stunde den kompletten Songtext geschrieben hatte. Zwar diente ihm seine Scheidung von Agnetha Fältskog als Inspiration, wörtlich handelt der Text jedoch nicht von dieser Situation.
Mit der fertigen Musik und dem Text wurde am 6. Juni 1980 eine neue Aufnahme mit Fältskog als Leadsängerin gemacht, obwohl man anfangs noch darüber nachdachte, Ulvaeus singen zu lassen. Dieser äußerte in einem Interview, glücklich darüber zu sein, dass er diesen Vorschlag abgelehnt hatte.
Die folgenden Musiker wirkten an der Aufnahme mit:
- Drums: Ola Brunkert
- Bass: Mike Watson
- Gitarre: Lasse Wellander
- Perkussion: Ake Sundqvist
- Keyboard und Synthesizer: Benny Andersson
- Arrangement des Streichersatzes: Rutger Gunnarsson[3]

An der Produktion des Liedes Beteiligte erzählten später, dass die Melancholie und die Bedeutung von The Winner Takes It All nach der Aufnahme im Studio dazu geführt hätte, dass viele deswegen weinen mussten. Vor allem Fältskog war von diesem Lied begeistert und bezeichnete es später in mehreren Interviews als „besten ABBA-Song überhaupt“.
Die Nachbearbeitung dauerte bis zum 18. Juni 1980, als The Winner Takes It All fertig abgemischt war. Die Veröffentlichung der Single erfolgte am 21. Juli 1980 mit dem Lied Elaine auf der B-Seite, das im Zuge der Aufnahme-Sessions von Super Trouper produziert, später jedoch nicht auf die Trackliste des Albums aufgenommen wurde.

## Musikvideo
Am 12. Juli 1980 wurde in Marstrand in der Nähe von Göteborg in etwa fünf Stunden das Musikvideo zum Song gedreht. Der Ort wurde gewählt, da der Regisseur Lasse Hallström dort gerade an einem Kinofilm arbeitete. Sowohl Fältskog als auch Ulvaeus nahmen ihre damaligen Lebensgefährten mit zum Dreh. Die ein- und ausleitenden Schwarzweiß-Aufnahmen der Gruppe sollten zeigen, dass es ABBA selbst waren, die diese glücklichen Zeiten einst erlebt hatten. Bewusst wurde Fältskog mit der verwaschenen Dauerwelle, ihrem blauen Lidschatten und der roten Kleidung nicht mehr als das „Sexsymbol“ von früher dargestellt.

## Kommerzieller Erfolg

### Chartplatzierungen
Mit The Winner Takes It All platzierte sich ABBA in 21 Ländern in den Top Ten der Charts, darunter in Deutschland, Frankreich (Platz 5), den USA und Australien (Platz 7). In Großbritannien wurde die Single zu ABBAs vorletztem Nummer-eins-Hit. Die Spitzenposition erreichte sie auch in Belgien, Irland und Südafrika. Abgesehen von seinem kommerziellen Erfolg ist der Song für die Gruppe rückblickend gesehen auch insofern bedeutend, als sie ihren musikalischen Stil soweit entwickelt hatten, dass die bisher zu vernehmende Kritik, die Musik von ABBA sei zu kommerziell und nicht tiefgründig genug, entkräftet werden konnte. Ein Vorwurf, den die Gruppe über viele Jahre ihrer Karriere immer wieder zu hören bekam.
| ChartsChartplatzierungen       | Höchstplatzierung | Wochen |
| ------------------------------ | ----------------- | ------ |
| Deutschland (GfK)              | 4 (29 Wo.)        | 29     |
| Österreich (Ö3)                | 3 (18 Wo.)        | 18     |
| Schweden (GLF)                 | 2 (16 Wo.)        | 16     |
| Schweiz (IFPI)                 | 3 (11 Wo.)        | 11     |
| Vereinigte Staaten (Billboard) | 8 (26 Wo.)        | 26     |
| Vereinigtes Königreich (OCC)   | 1 (10 Wo.)        | 10     |

| ChartsJahrescharts (1980)    | Platzierung |
| ---------------------------- | ----------- |
| Deutschland (GfK)            | 31          |
| Österreich (Ö3)              | 16          |
| Vereinigtes Königreich (OCC) | 18          |

| ChartsJahrescharts (1981)      | Platzierung |
| ------------------------------ | ----------- |
| Vereinigte Staaten (Billboard) | 23          |

### Auszeichnungen für Musikverkäufe
| Land/Region                  | Auszeichnungen für Musikverkäufe (Land/Region, Auszeichnung, Verkäufe) | Verkäufe  |
| ---------------------------- | ---------------------------------------------------------------------- | --------- |
| Brasilien (PMB)              | Gold                                                                   | 300.000   |
| Dänemark (IFPI)              | Platin                                                                 | 90.000    |
| Deutschland (BVMI)           | Gold                                                                   | 250.000   |
| Italien (FIMI)               | Gold                                                                   | 50.000    |
| Neuseeland (RMNZ)            | Platin                                                                 | 30.000    |
| Niederlande (NVPI)           | Gold                                                                   | 100.000   |
| Spanien (Promusicae)         | Platin                                                                 | 60.000    |
| Vereinigtes Königreich (BPI) | Platin                                                                 | 920.000   |
| Insgesamt                    | 4× Gold · 4× Platin ·                                                  | 1.800.000 |

Hauptartikel: ABBA/Auszeichnungen für Musikverkäufe

## Coverversionen
The Winner Takes It All wurde von zahlreichen anderen Künstlern neu interpretiert und zählt zu den am häufigsten gecoverten ABBA-Liedern. Seit der Veröffentlichung des Originals 1980 sind deutlich über hundert Coverversionen entstanden. Eine der ersten war 1981 ein Bestandteil des ABBA-Medleys von Stars on 45. Später sangen den Song unter anderem Mireille Mathieu (1981), Beverley Craven (1993), Laura Branigan, Hazell Dean (1996), Dana Winner (2001), Samantha Fox (2004), Angelika Milster, Anne Sofie von Otter, Tina Arena (2006), Solveig Slettahjell (2011) und die Bands E-Rotic (1997 und 2024), The Corrs (1999), At Vance (2001), Sweetbox (2006), McFly, Abbacadabra (2008), Il Divo (2008), letztere in spanischer Sprache als Va todo al ganado und Cher (2018).
Es existieren auch deutsche Versionen mit dem Titel Nur Sieger steh’n im Licht von Marianne Rosenberg (1980), der wiederum im Jahr 2000 von Jeanette Biedermann gesungen wurde, und mit dem Titel Tränen siehst du nicht von Kristina Bach (1993) sowie mit Bravo, tu as gagné eine französische von Mireille Mathieu (1981). Im Rahmen der Verfilmung des Musicals Mamma Mia! bot Meryl Streep den Song dar. Darüber hinaus wurde The Winner Takes It All auch von einigen Interpreten instrumental aufgenommen.
2010 sang Country-Sängerin Faith Hill begleitet von Andersson am Klavier anlässlich der Aufnahme ABBAs in die Rock and Roll Hall of Fame das Lied, das sie bereits 2006/2007 auf ihrer Soul2Soul II Tour regelmäßig gecovert hatte.